# Christopher Neumayer
Christopher Neumayer (* 29. April 1992 in Radstadt, Salzburg) ist ein ehemaliger österreichischer Skirennläufer. Er gehörte dem A-Kader des Österreichischen Skiverbandes an und ist auf die schnellen Disziplinen Abfahrt und Super-G spezialisiert gewesen.

## Biografie
Christopher Neumayer stammt aus Radstadt und startet für den heimischen Skiverein. Im Alter von 15 Jahren bestritt er seine ersten FIS-Rennen. Im Jänner 2012 gab er im Riesenslalom von Zell am See sein Europacup-Debüt. Der Super-G kristallisierte sich in den kommenden Wintern als seine Paradedisziplin heraus, ein erstes Spitzenresultat erzielte er mit Rang vier im Jänner 2014 in Crans-Montana. Ein Jahr später debütierte Neumayer im Riesenslalom am Chuenisbärgli im Weltcup. Knapp zwei Wochen danach feierte er in Val-d’Isère seinen ersten Europacup-Sieg und belegte am Ende der Saison 2014/15 Rang sechs in der Super-G-Disziplinenwertung. Im Folgejahr verbesserte er sich in dieser Wertung auf Rang fünf.
Am Ende der Saison 2016/17 belegte er in Saalbach binnen weniger Tage bei den österreichischen und deutschen Meisterschaften im Super-G jeweils Rang drei. Ein Prestigeerfolge gelang ihm bei den Schweizer Meisterschaften in Davos, wo er sich in der Abfahrt gegen den amtierenden Weltmeister Beat Feuz durchsetzte. Nachdem er längere Zeit unter ungeklärten Nackenschmerzen gelitten hatte, wurde bei ihm im Sommer 2017 eine Spondylolisthesis diagnostiziert.
Die Europacup-Saison 2017/18 verlief für Neumayer sehr erfolgreich. Mit einem Sieg in der Abfahrt von Kvitfjell und zwei weiteren Podestplätzen sicherte er sich den Sieg in der Disziplinenwertung und damit einen Fixplatz für den folgenden Weltcup-Winter. In der Gesamtwertung belegte er Rang sechs. Am 30. November 2018 gewann er mit Rang 27 in der Abfahrt von Beaver Creek erstmals Weltcup-Punkte. Sein vorläufig bestes Resultat erreichte er im Dezember 2019 mit Rang 17 in der zweiten Abfahrt von Bormio. Am folgenden Tag kam er im Kombinations-Super-G schwer zu Sturz und zog sich dabei einen Riss des vorderen Kreuzbandes im linken Knie zu.
Nach der Hahnenkammabfahrt am 20. Jänner 2024 in Kitzbühel, wo er mit Rang zwölf sein bestes Karriereresultat erreichte, gab Neumayer seinen Rücktritt vom aktiven Skirennsport bekannt. Nur acht Monate später erklärte er überraschend seinen „Rücktritt vom Rücktritt“. Am 8. Mai 2025 beendete er seine aktive Karriere.

## Erfolge

### Weltcup
- 1 Platzierung unter den besten 15

### Weltcupwertungen
| Saison  | Gesamt | Gesamt | Abfahrt | Abfahrt | Super-G | Super-G |
| Saison  | Platz  | Punkte | Platz   | Punkte  | Platz   | Punkte  |
| ------- | ------ | ------ | ------- | ------- | ------- | ------- |
| 2018/19 | 105.   | 35     | 47.     | 14      | 39.     | 21      |
| 2019/20 | 123.   | 24     | 41.     | 24      | –       | –       |
| 2020/21 | 135.   | 11     | 47.     | 11      | –       | –       |
| 2022/23 | 137.   | 12     | 48.     | 12      | –       | –       |
| 2023/24 | 108.   | 28     | 43.     | 26      | –       | –       |

### Europacup
- Saison 2014/15: 6. Super-G-Wertung
- Saison 2015/16: 5. Super-G-Wertung
- Saison 2017/18: 6. Gesamtwertung, 1. Abfahrtswertung, 5. Kombinationswertung, 7. Super-G-Wertung
- Saison 2018/19: 5. Gesamtwertung, 4. Abfahrtswertung, 4. Super-G-Wertung, 8. Kombinationswertung
- 13 Podestplätze, davon 4 Siege:

| Datum             | Ort         | Land       | Disziplin |
| ----------------- | ----------- | ---------- | --------- |
| 23. Jänner 2015   | Val-d’Isère | Frankreich | Super-G   |
| 10. Dezember 2015 | Sölden      | Österreich | Super-G   |
| 6. März 2018      | Kvitfjell   | Norwegen   | Abfahrt   |
| 14. Februar 2019  | Sarntal     | Italien    | Abfahrt   |

### Weitere Erfolge
- Sieg bei den Schweizer Meisterschaften in der Abfahrt 2017
- Sieg bei den slowenischen Jugendmeisterschaften im Riesenslalom 2012
- 4 Siege in FIS-Rennen